# Myrmecaelurus lepidus
Myrmecaelurus lepidus là một loài côn trùng trong họ Myrmeleontidae thuộc bộ Neuroptera. Loài này được Klug in Ehrenberg miêu tả năm 1834.